# Henri d'Arbois de Jubainville
Pour les articles homonymes, voir Arbois (homonymie) et Jubainville.
Marie-Henri d'Arbois de Jubainville, né à Nancy le 5 décembre 1827 et mort à Paris 14e le 26 février 1910, est un historien, archiviste et celtologue français.

## Biographie
Fils d'un avocat, Henri d'Arbois de Jubainville naît le 5 décembre 1827 à Nancy, où il est élevé au séminaire. Il se destine d'abord à l'état ecclésiastique, mais abandonne rapidement cette voie et entreprend, à l'image de son père, des études de droit. Il entre enfin en 1847 à l'École royale des chartes, dont il sort premier de sa promotion en 1850 avec une thèse intitulée Recherches sur la minorité et ses effets dans la France coutumière au Moyen Âge.
Devenu archiviste paléographe, il est directeur des archives de l'Aube de 1852 jusqu'à sa retraite en 1880. En 1882, il devient le premier titulaire de la chaire de langue et littérature celtiques au Collège de France, où lui succédera Joseph Loth.
Henri d'Arbois de Jubainville devient membre résidant de la Société nationale des antiquaires de France en 1882, ainsi que de l'Académie des inscriptions et belles-lettres en 1884, ayant pour parrains Alexandre Bertrand et Gaston Paris. Cette dernière institution le désigne, en 1896, pour faire partie du Conseil de perfectionnement de l'École nationale des chartes.

## Distinctions
Le 7 avril 1866, Henri d'Arbois de Jubainville est nommé au grade de chevalier dans l'ordre national de la Légion d'honneur. Le 26 janvier 1901, il est promu au grade d'officier dans l'ordre, puis fait officier de l'ordre le 18 mars 1901.

## Les-iacumgallo-romains
Henri d'Arbois de Jubainville est en particulier à l'origine de l'explication, aujourd'hui bien connue, des toponymes gallo-romains en -(i)acum, théorie qu'il expose dans ses Recherches sur l'origine de la propriété foncière et des noms de lieux habités en France. Dans ces toponymes, il voit exclusivement  des appellations formées sur des noms de propriétaires fonciers, explication reprise entre autres par Auguste Longnon puis Albert Dauzat et Marie-Thérèse Morlet, du moins dans la plupart des cas. Il semble admis désormais que les noms de lieux en -(i)acum peuvent également être formés sur des noms communs (gaulois ou romans), comme c'était déjà le cas en gaulois où le suffixe -acon n'avait qu'une valeur adjectivale. Ce changement relatif d'optique, initié par Marc Bloch, fut développé par Michel Roblin dans sa thèse de doctorat sur le terroir de Paris aux époques gallo-romaine et franque. Pour Pierre-Yves Lambert, spécialiste du gaulois, la théorie de d'Arbois de Jubainville reste cependant globalement valable.

## Jugement postérieur
Si les travaux de d'Arbois de Jubainville permettent une meilleure connaissance en France des textes mythologiques celtiques, leur esprit et leur méthode sont empreints, selon Christian-Joseph Guyonvarc'h, de leur époque. Ils sont notamment « entachés de positivisme et d'historicisme ».

## Principales publications
Voir aussi la liste des publications de Jubainville disponibles sur gallica.
- Henri d'Arbois de Jubainville, Voyage paléographique dans le département de l'Aube, Troyes / Paris, impr.-libr. Bouquot / Durant, Dumoulin, 1855, 356 p. (lire en ligne).
- Henri d'Arbois de Jubainville, Études sur l'état intérieur des abbayes cisterciennes, et principalement de Clairvaux, aux XIIe et XIIIe siècles, Paris, impr.-libr. Auguste Durant, 1858, 480 p. (lire en ligne).
- Henri d'Arbois de Jubainville, Note sur les deux Barrois, sur le pays de Laçois et sur l'ancien Bassigny, t. 19, 1858, 348-359 p. (lire en ligne).
- Henri d'Arbois de Jubainville, Histoire des ducs et comtes de Champagne depuis le VIe siècle jusqu'à la fin du XIe, Paris, libr. Auguste Durand, 1859-1869, dont :
  - tome 1, 1859, 520 p.
  - tome 2 : De la fin du XIe siècle au milieu du XIIe siècle, 1860, 487 p.
  - tome 3 : 1152-1181, 1861, 487 p.
  - tome 4 : 1181-1285, 1865, 931 p.
  - tome 5 : Catalogue des actes des comtes de Champagne depuis l'avènement de Thibaut III jusqu'à celui de Philippe le Bel, 1863, 457 p.
  - tome 6 : Fin du catalogue des actes des comtes de Champagne, tables, etc., 1866, 457 p.
  - tome 7 : Livre des vassaux du comté de Champagne et de Brie, 1172-1222 (publié d'après le manuscrit unique des archives de l'empire par Auguste Longnon), 1869, 414 p.
- Henri d'Arbois de Jubainville, Répertoire archéologique du département de l'Aube (rédigé sous les auspices de la Société d'agriculture, sciences et belles-lettres du département), Paris, imprimerie impériale, 1861, 146 p. (lire en ligne).
- Henri d'Arbois de Jubainville, « Étude sur la déclinaison des noms propres dans la langue franque à l'époque mérovingienne », Bibliothèque de l'École des chartes, t. 31,‎ 1870, p. 312-352 (lire en ligne, consulté en mai 2022).
- Henri d'Arbois de Jubainville, « Encore un mot sur le Barzaz Breiz », Lettre à J. Salaun en réponse à divers articles de ce dernier réunis dans un dossier intitulé « Sur l'authenticité du Barzaz Breiz d'Hersart de la Villemarqué »,‎ 1873 (lire en ligne).
- Henri d'Arbois de Jubainville, Les Premiers Habitants d'Europe, t. 1 : 1) Peuples étrangers à la race indo-européenne (habitants des cavernes, Ibères, Pélasges, Étrusques, Phéniciens) ; 2) Indo-européens, 1re partie (Scythes, Thraces, Illyriens, Ligures) (seconde édition corrigée et augmentée par l'auteur, avec la collaboration de G. Dottin), Paris, Ernest Thorin éd., 1889, 2e éd., 480 p., sur gallica (lire en ligne).
- Henri d'Arbois de Jubainville, Les Premiers Habitants d'Europe, t. 2 : Les Indo-européens, suite (seconde édition corrigée et augmentée par l'auteur), Paris, Thorin et Fils éd., 1894, 2e éd., 426 p., sur gallica (lire en ligne).
- [1880] L'administration des intendants d'après les archives de l'Aube, Paris, H. Champion libr., 1880, 229 p., sur gallica (lire en ligne).
- Cours de littérature celtique, 12 tomes, 1883-1902 :
  - [Jubainville 1883] Cours de littérature celtique, t. 1 : Introduction à l'étude de la littérature celtique, 1883, 409 p., sur archive.org (lire en ligne) ou sur wikisource
  - [Jubainville 1884] Cours de littérature celtique, t. 2 : Le cycle mythologique irlandais et la mythologie celtique, 1884, 411 p., sur archive.org (lire en ligne) ou sur wikisource ou sur « Projet Gutenberg ».
  - [Jubainville & Loth 1889] Henri d'Arbois de Jubainville et Joseph Loth, Cours de littérature celtique, t. 3 : Les Mabinogion, contes gallois (t. 1) traduits en entier pour la première fois en français avec un commentaire explicatif et des notes critiques, 1889, 359 p., sur archive.org (lire en ligne) ou sur wikisource
  - [Jubainville & Loth 1889] Henri d'Arbois de Jubainville et Joseph Loth, Cours de littérature celtique, t. 4 : Les Mabinogion, contes gallois (t. 2)  suivies en appendice d'une traduction et d'un commentaire des triades historiques et légendaires des Gallois et de divers autres documents, 1889, 386 p., sur archive.org (lire en ligne) ou sur wikisource
  - [Jubainville et al. 1892] Henri d'Arbois de Jubainville, Georges Dottin, Maurice Grammont, Louis Duvau et Ferdinand Lot, Cours de littérature celtique, t. 5 : L'épopée celtique en Irlande, 1892, 536 p., sur archive.org (lire en ligne) ou sur wikisource
  - [Jubainville 1895] Cours de littérature celtique, t. 6 : La civilisation des Celtes et celle de l'épopée homérique, 1895 (réimpr. 1899), 418 p., sur archive.org (lire en ligne) ou sur wikisource
  - [Jubainville & Collinet 1895] Henri d'Arbois de Jubainville et Paul Collinet, Cours de littérature celtique, t. 7 : Études sur le droit celtique (1), 1895, 388 p., sur archive.org (lire en ligne)
  - [Jubainville & Collinet 1895] Henri d'Arbois de Jubainville et Paul Collinet, Cours de littérature celtique, t. 8 : Études sur le droit celtique (2), 1895, 448 p., sur archive.org (lire en ligne)
  - [Jubainville & Loth 1900] Henri d'Arbois de Jubainville et Joseph Loth, Cours de littérature celtique, t. 9 : Introduction au Livre noir de Carmarthen et aux vieux poèmes gallois. La métrique galloise depuis les plus anciens textes jusqu'à nos jours. Tome premier : La métrique galloise du XVe siècle jusqu'à nos jours, 1900, 388 p., sur archive.org (lire en ligne) ou sur wikisource
  - [Jubainville & Loth Loth 1901] Henri d'Arbois de Jubainville et Joseph Loth, Cours de littérature celtique, t. 10 : Introduction au Livre noir de Carmarthen et aux vieux poèmes gallois. La métrique galloise depuis les plus anciens textes jusqu'à nos jours. Tome second : La métrique galloise du IXe à la fin du XIVe siècle. Première partie : Laisses et strophes ; Cynghanedd vocalique, 1901, 373 p., sur archive.org (lire en ligne) ou sur wikisource
  - [Jubainville & Loth 1902] Henri d'Arbois de Jubainville et Joseph Loth, Cours de littérature celtique, t. 11 : Introduction au Livre noir de Carmarthen et aux vieux poèmes gallois. La métrique galloise depuis les plus anciens textes jusqu'à nos jours. Tome second : La métrique galloise du IXe à la fin du XIVe siècle. Deuxième partie : Cynghanedd consonantique ; rythme ; métrique bretonne-armoricaine, cornique, irlandaise : origines et traits caractéristiques de la métrique celtique, 1902, 335 p., sur archive.org (lire en ligne) ou sur wikisource
  - [Jubainville 1902] Cours de littérature celtique, t. 12 : Principaux auteurs de l'Antiquité à consulter sur l'histoire des Celtes depuis les temps les plus anciens jusqu'au règne de Théodose Ier. Essai chronologique, 1902, 344 p., sur archive.org (lire en ligne) ou sur wikisource
- [1884] Origine de la juridiction des druides et des 'filé', leçon d'ouverture du cours de littérature celtique au Collège de France, le 4 décembre 1884 (extrait de la Revue archéologique mars 1884), Paris, Joseph Baer libr.-éd., 1884, 229 p., sur gallica (lire en ligne).
- [1888] Résumé d'un cours de droit irlandais professé au Collège de France pendant le premier semestre de l'année 1887-1888 : la saisie mobilière dans le "Senchus Môr" (extrait de la Revue générale du droit), Paris, Ernest Thorin éd., 1888, 23 p., sur gallica (lire en ligne).
- [1890] Recherches sur l'origine de la propriété foncière et des noms de lieux habités en France (période celtique et période romaine) (avec la collaboration de Georges Dottin), Paris, Ernest Thorin éd., 1890, XXXI-703 p., sur gallica (lire en ligne).
- [1891] Les Noms gaulois chez César et Hirtius De bello gallico. Première série : Les composés dont RIX est le dernier terme (avec la collaboration de Émile Ernault et Georges Dottin), Paris, Émile Bouillon éd., 1891, 256 p., sur archive.org (lire en ligne) ou sur wikisource)
- [1898] « Les Noms de personnes chez les Germains », Mémoires de la Société de linguistique de Paris, t. 10,‎ 1898, p. 81-83 (lire en ligne [sur gallica]).
- [1905] La famille celtique : étude de droit comparé, Paris, libr. Emile Bouillon, 1905, 221 p., sur gallica (lire en ligne)

## Odonymie
- Rue d'Arbois-de-Jubainville à Bar-sur-Aube (Aube).
- Rue d'Arbois-de-Jubainville à Troyes (Aube).

## Pour approfondir